# Jesús Delgado Echeverría
Jesús Delgado Echeverría (Zaragoza, 1944) es un jurista español experto en derecho aragonés. 

## Carrera
Es licenciado en Derecho por la Universidad de Zaragoza y doctor por la Universidad de Bolonia (Italia). Ocupa la Cátedra de Derecho Civil en la Facultad de Derecho de la Universidad de Zaragoza. Forma parte del Consejo de Estudios de Derecho Aragonés, del Instituto Español de Derecho Foral y de la Comisión de Juristas de Aragón. Preside la Comisión Aragonesa de Derecho Civil.
Su trabajo de investigación se ha ocupado principalmente del Derecho aragonés y otros Derechos forales. Es titular de la Cátedra "Miguel del Molino" de Derecho Civil de la Institución "Fernando el Católico" y dirige la Revista de Derecho Civil Aragonés que publica esta institución. Es Director Científico de la Biblioteca Virtual de Derecho Aragonés.
En septiembre de 2008 las Cortes de Aragón lo proponen como candidato a Magistrado del Tribunal Constitucional de España.